# Lethrus sogdianus
Lethrus sogdianus là một loài bọ cánh cứng trong họ Geotrupidae. Loài này được Semenov miêu tả khoa học năm 1894.